# Stowe (Buckinghamshire)
Pour les articles homonymes, voir Stowe.
Stowe est une Paroisse civile située dans le Buckinghamshire à 3 km au nord-ouest de Buckingham.
En 2010 sa population était de 886 habitants.
On y trouve la Stowe House, demeure seigneuriale (country house) du XVIIIe siècle.

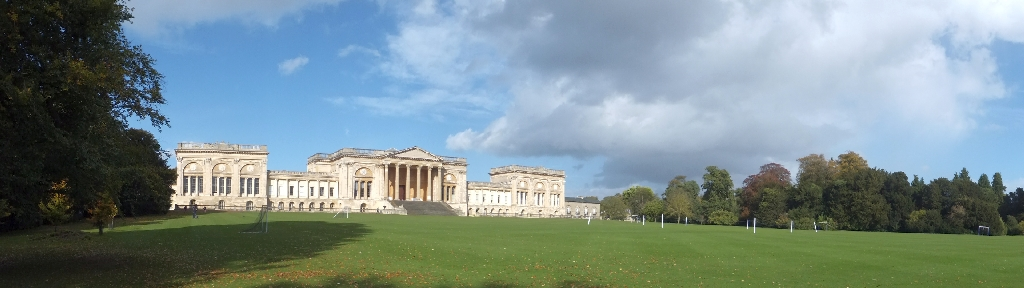
Vue générale de la Stowe House.